# Melanippo (figlio di Teseo)
Melanippo (in greco antico Μελάνιππος) era un personaggio della mitologia greca.

## Mitologia
Figlio di Teseo e Perigune, figlia di Sini. 